# Motorola PEBL U6
El Motorola PEBL U6 (pronunciado peeble en inglés) es un teléfono móvil de Motorola. PEBL es así nombrado por su pequeña y elegante apariencia, así como por evocar comparaciones con un "guijarro", que se ha desgastado con el tiempo sin problemas.

## Características adicionales
- Java/J2ME MIDP 2.0 compatible
- MMS, Wireless Village mensajería instantánea e internet.
- Tecnología Motorola SCREEN3.
- Video MPEG-4 y captura de imagen JPEG.
- Navegador web WAP 2.0
- Altavoz integrado manos libres.